# Ciorogârla, Ilfov
Ciorogârla (în trecut, și Samurcășești sau Ciorogârla lui Varlam) este satul de reședință al comunei cu același nume din județul Ilfov, Muntenia, România.

## Așezare
Satul Ciorogârla se caracterizează prin două repere topografice importante: drumul județean 601, care-l traversează de la est spre vest, din direcția București spre orașul Bolintin din Vale și pârâul Ciorogârla, care curge de la Nord spre Sud și desparte localitatea în două. Drumul județean 601, pe care este situată localitatea, este un segment al vechiului drum de poștă spre Pitești, care la vremea sa a jucat un rol deosebit în procesul de dezvoltare a localităților străbătute, întrucât a ușurat tranzitul de mărfuri și persoane între sat și oraș.
Cel de-al doilea reper topografic al așezării satului Ciorogârla, respectiv pârâul cu același nume, străbate localitatea de la nord la sud, pe care o împarte în două zone, unde în trecut s-au format cătunele numite Samurcășeștii din Deal (pe malul stâng) și Samurcășeștii din Vale (pe malul drept), locuit de români, toponimie care se menține și în prezent.

## Atestare documentară
Atestarea documentară a satului Ciorogârla este dovedită prin două hrisoave scrise în timpul domniei lui Mihnea Turcitul (sep. 1577-iulie 1583 și aprilie 1585-mai 1591). Primul document este datat 7089 (1580) noiembrie 26, la București, prin care Mihnea Turcitul voievod întărește unor proprietari ocinele cumpărate în Bănciulești, lângă Ciorogârla, document al cărui original se păstrează la Muzeul de Istorie și Artă al Municipiului București, fiind scris pe pergament în slavonă.
Al doilea act prin care se confirmă atestarea satului Ciorogârla poartă data de 9 august 1588 și este scris pe pergament, în slavonă, pecetluit și sigilat cu însemnele domnești. Pe versoul documentului mai este înscrisă o mențiune, în grecește, care ajuta la localizarea exactă a ținutului, respectiv: la Ciorogârla, la Popești, la Prăpădiți.
Teritoriul la care se referă mențiunea de pe acest act semnat de Mihnea Turcitul este fosta moșie Popești Bâcu (Popeștii lui Faca), care era formată din două trupuri: Popeștii lui Faca sau Prăpădiți, la nord de Joița, lângă pârâul Ilfovățul și Popești Bâcul la sud-est de Joița, între râurile Ciorogârla și Dâmbovița, până la limita cu pădurea Ileana - Dragomirești, iar în partea sudică învecinându-se cu moșia Ciorogârla. În trecut, la sud-est de Joița, pe malul drept al râului Dâmbovița, a mai existat un sat numit Ileana sau Brobojiți.

Așezată pe valea râului Ciorogârla, localitatea a fost atestată documentar pentru prima dată la 9 august 1588.